# 田中静人
田中 静人（たなか しずと、1986年 -）は、日本の小説家、推理作家。

## 概要
これまで、『このミステリーがすごい!』大賞などに応募するも落選。2011年『第10回 このミステリーがすごい！』大賞において『空と大地と陽気な死体』、2017年『第39回小説推理新人賞』において『乾太郎の日記』で最終候補。
『このミステリーがすごい!』大賞の超隠し玉として2017年、『陽気な死体は、ぼくの知らない空を見ていた』で、2017年8月に宝島社文庫より小説家デビューする。

## 作品

### 文庫
- 陽気な死体は、ぼくの知らない空を見ていた（2017年8月、宝島社文庫）
- オタクと家電はつかいよう ミヤタ電器店の事件簿（2019年8月、宝島社文庫）

## 受賞歴
- 『このミステリーがすごい!』大賞 - 第15回（2016年）、超隠し玉賞[1]。受賞作品名は『陽気な死体は、ぼくの知らない空を見ていた』（2017年8月、宝島社文庫）[1]。